# ژار (ناحیه چسکه بودیوویتسه)
ژار (به چکی: Žár) یک منطقهٔ مسکونی در جمهوری چک است که در شهرستان چسکه بودیوویتسه واقع شده‌است. ژار ۱۵٫۰۸ کیلومتر مربع مساحت و ۳۳۱ نفر جمعیت دارد و ۵۱۸ متر بالاتر از سطح دریا واقع شده‌است.